# Стефан Селакович
Стефан Селакович (швед. Stefan Selakovic, нар. 9 січня 1977, Варберг) — шведський футболіст сербського походження, що грав на позиціях півзахисника і нападника, зокрема за «Гальмстад» та «Гетеборг», а також за національну збірну Швеції.

## Клубна кар'єра
У дорослому футболі дебютував 1993 року виступами за команду «Варбергс ГІФ», в якій провів три сезони, взявши участь у 66 матчах чемпіонату.
Своєю грою за цю команду привернув увагу представників тренерського штабу клубу «Гальмстад», до складу якого приєднався 1996 року. Відіграв за команду з Гальмстада наступні шість сезонів своєї ігрової кар'єри. Більшість часу, проведеного у складі «Гальмстада», був основним гравцем команди. За цей час двічі виборював титул чемпіона Швеції. D сезоні 2001 із 15 голами у 25 іграх першості Швеції став її найкращим бомбардиром.
Протягом 2001—2004 років грав у Нідерландах, де захищав кольори «Геренвена».
2005 року повернувся на батьківщину, уклавши контракт із «Гетеборгом», у складі якого провів наступні вісім років своєї кар'єри гравця. Граючи у складі «Гетеборга», також здебільшого виходив на поле в основному складі команди. За результатами сезону 2007 року здобув свій третій титул чемпіона Швеції.
Завершував ігрову кар'єру 2013 року у команді «Гальмстад», у складі якої вже виступав раніше.

## Виступи за збірну
2001 року дебютував в офіційних матчах у складі національної збірної Швеції.
Загалом протягом шестирічної кар'єри в національній команді провів у її формі 12 матчів, забивши 4 голи.

## Титули і досягнення

### Командні
- Чемпіон Швеції (3):

«Гальмстад»: 1997, 2000
«Гетеборг»: 2007

### Особисті
- Найкращий бомбардир чемпіонату Швеції (1):

2001
- Найкращий асистент чемпіонату Швеції (1):

2009